# La Gran Depresión (libro)
La Gran Depresión (en inglés, America's Great Depression) es un tratado de 1963 escrito por el autor y economista de la Escuela Austriaca Murray Rothbard, en donde habla de la Gran Depresión de la década de 1930 y sus causas fundamentales. Su quinta edición fue publicada en el año 2000.

## Resumen
Rothbard sostiene que las políticas intervencionistas de la administración de Herbert Hoover fueron las responsables de amplificar la duración, alcance e intensidad de la Gran Depresión. Rothbard explica también la teoría austriaca del ciclo económico, la cual afirma que la manipulación del suministro de dinero por parte del gobierno ajusta el escenario para el ciclo familiar de auge y caída del mercado moderno. Por último se detalla que las políticas inflacionistas de la Reserva Federal desde 1921 hasta 1929 son evidencia de que la depresión no tuvo como causa primordial la especulación, sino la interferencia del gobierno y la banca central en el mercado.